# Grace Geyoro
Onema Grace Geyoro (Kolwezi, 2 luglio 1997) è una calciatrice congolese (Repubblica Democratica del Congo) naturalizzata francese, centrocampista del Paris Saint-Germain e della nazionale francese. Con la nazionale francese Under-19 si è laureata campione d'Europa 2016.

## Carriera

### Club

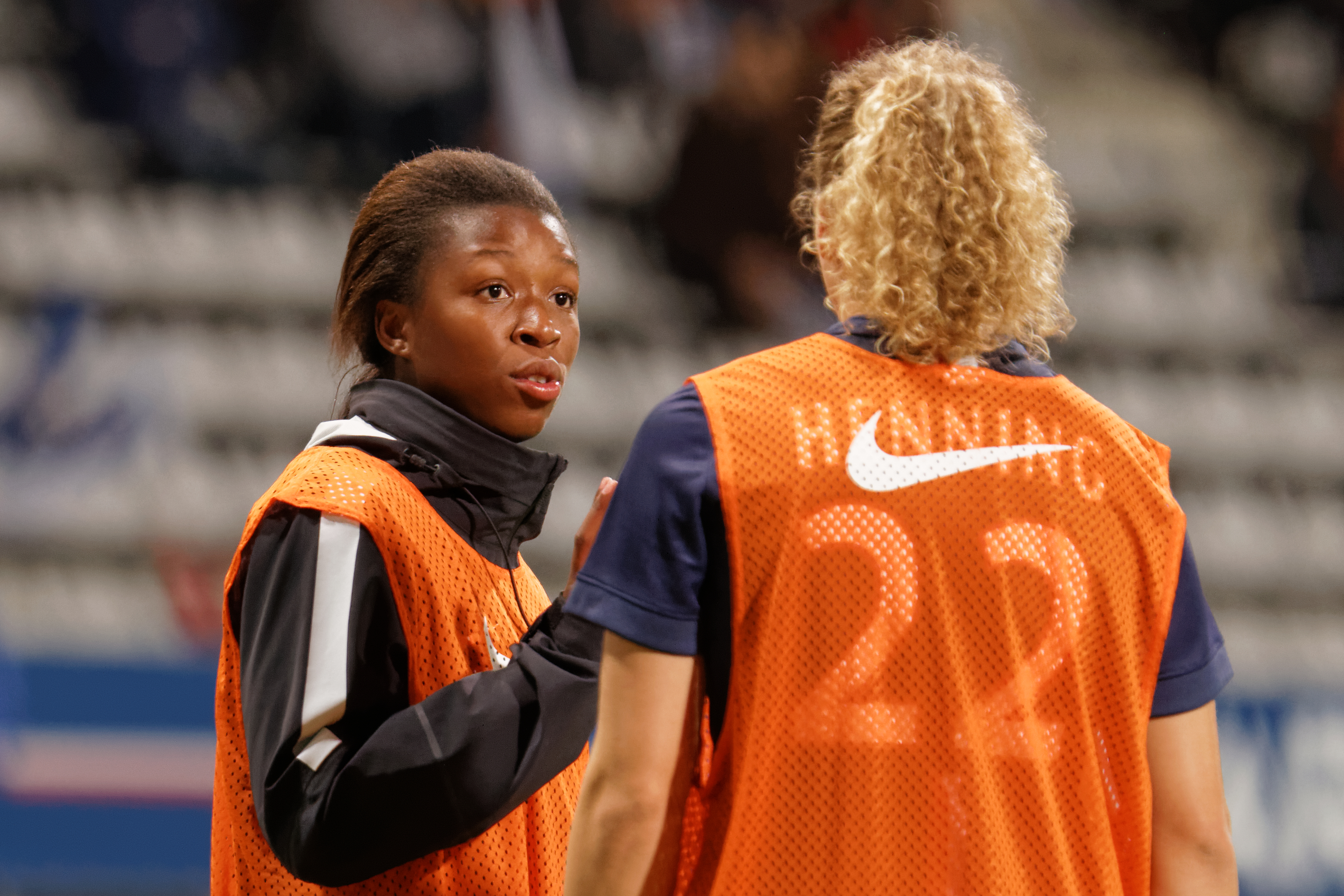
Geyoro con la tedesca Josephine Henning (portiere, di spalle) il 15 ottobre 2014 in occasione di PSG-Twente.

Nel 2013 Grace Geyoro entrò a far parte delle giovanili del Paris Saint-Germain, disputando il campionato riservato alle formazioni under-19. Il 12 ottobre 2014 fece il suo esordio in prima squadra nella sesta giornata di campionato, risultando anche l'unica presenza stagionale. Nella stagione 2015-2016 vide le sue presenza in prima squadra aumentare, finché nella stagione 2016-2017 entrò a far parte della squadra titolare, divenendone l'astro nascente tanto da convincere la società a rinnovarle il contratto fino al 2021 e da ottenere la candidatura come migliore giovane promessa al Trophées UNFP du football 2016-2017.
Il 4 settembre 2024, viene inserita nella lista delle trenta candidate al Pallone d'Oro femminile.

### Nazionale
Nell'agosto 2012 la federazione calcistica della Francia (FFF) la chiama per indossare la maglia della nazionale francese Under-16 e nel settembre successivo quella della Under-17 dove debutta in una doppia amichevole con la Colombia in preparazione delle qualificazioni all'europeo 2013 di categoria, dove debutta nella fase élite e giocando fino a fine anno.
Nel 2015 il selezionatore della formazione Under-19 Gilles Eyquem decide di inserirla in rosa nell'amichevole del 6 marzo, dove le Blues superano con un netto 6-0 le pari età dell'Ungheria. Le prestazioni offerte convincono Eyquem a utilizzarla durante dalle qualificazioni all'europeo di Slovacchia 2016 dove, superato il turno, riesce a vincere il torneo battendo in finale per 2-1 le avversarie della Spagna.
In previsione della selezione al mondiale di Papua Nuova Guinea 2016, il 14 settembre 2016 Geyoro indossa per la prima volta la maglia della rappresentativa Under-20 scendendo in campo nell'amichevole contro la Germania Under-20, incontro terminato 2-2. Durante il mondiale condivide con le compagne l'accesso alla finale del torneo, incontrando le pari età della Corea del Nord; in quell'occasione segna l'unica rete delle bleu nell'incontro vinto dalle nordcoreane per 3-1, laureandosi vicecampionessa del mondo.
Il 22 gennaio 2017 ha fatto il suo esordio con la maglia della nazionale maggiore entrando in campo nel secondo tempo dell'amichevole contro il Sudafrica vinta per 2-0. In seguito è stata convocata in occasione della SheBelieves Cup 2017, disputato da titolare due partite della competizione.
Inserita nella rosa delle 23 giocatrici convocate da Corinne Diacre per il campionato europeo 2022, ha realizzato una tripletta nel primo tempo della prima partita giocata dalla Francia e vinta 5-1 contro l'Italia, diventando la prima calciatrice a segnare una tripletta nel primo tempo di una partita della fase finale dei campionati europei.

## Statistiche

### Presenze e reti nei club
Statistiche aggiornate al 30 maggio 2025.
| Stagione                   | Squadra                    | Campionato                 | Campionato | Campionato | Coppe nazionali | Coppe nazionali | Coppe nazionali | Coppe continentali | Coppe continentali | Coppe continentali | Altre coppe | Altre coppe | Altre coppe | Totale | Totale |
| Stagione                   | Squadra                    | Comp                       | Pres       | Reti       | Comp            | Pres            | Reti            | Comp               | Pres               | Reti               | Comp        | Pres        | Reti        | Pres   | Reti   |
| -------------------------- | -------------------------- | -------------------------- | ---------- | ---------- | --------------- | --------------- | --------------- | ------------------ | ------------------ | ------------------ | ----------- | ----------- | ----------- | ------ | ------ |
| 2014-2015                  | Paris Saint-Germain        | D1                         | 1          | 0          | CF              | 0               | 0               | UWCL               | 0                  | 0                  | -           | -           | -           | 1      | 0      |
| 2015-2016                  | Paris Saint-Germain        | D1                         | 6          | 0          | CF              | 1               | 0               | UWCL               | 1                  | 0                  | -           | -           | -           | 8      | 0      |
| 2016-2017                  | Paris Saint-Germain        | D1                         | 17         | 0          | CF              | 4               | 0               | UWCL               | 5                  | 0                  | -           | -           | -           | 26     | 0      |
| 2017-2018                  | Paris Saint-Germain        | D1                         | 19         | 2          | CF              | 4               | 0               | -                  | -                  | -                  | -           | -           | -           | 23     | 2      |
| 2018-2019                  | Paris Saint-Germain        | D1                         | 21         | 3          | CF              | 3               | 1               | UWCL               | 5                  | 0                  | -           | -           | -           | 29     | 4      |
| 2019-2020                  | Paris Saint-Germain        | D1                         | 16         | 6          | CF              | 4               | 1               | UWCL               | 1                  | 0                  | TC          | 3           | 0           | 24     | 7      |
| 2020-2021                  | Paris Saint-Germain        | D1                         | 17         | 3          | CF              | 1               | 0               | UWCL               | 6                  | 2                  | -           | -           | -           | 24     | 5      |
| 2021-2022                  | Paris Saint-Germain        | D1                         | 19         | 4          | CF              | 5               | 1               | UWCL               | 9                  | 1                  | -           | -           | -           | 33     | 6      |
| 2022-2023                  | Paris Saint-Germain        | D1                         | 21         | 5          | CF              | 4               | 1               | UWCL               | 9                  | 1                  | TC          | 1           | 0           | 35     | 7      |
| 2023-2024                  | Paris Saint-Germain        | D1                         | 19         | 11         | CF              | 3               | 1               | UWCL               | 12                 | 2                  | TC          | 3           | 1           | 37     | 15     |
| 2024-2025                  | Paris Saint-Germain        | PL                         | 20         | 6          | CF              | 5               | 2               | UWCL               | 2                  | 0                  | -           | -           | -           | 27     | 8      |
| Totale Paris Saint-Germain | Totale Paris Saint-Germain | Totale Paris Saint-Germain | 176        | 40         |                 | 34              | 7               |                    | 50                 | 6                  |             | 7           | 1           | 267    | 54     |
| Totale carriera            | Totale carriera            | Totale carriera            | 176        | 40         |                 | 34              | 7               |                    | 50                 | 6                  |             | 7           | 1           | 267    | 54     |

## Palmarès

### Club
- Coppa di Francia: 2

Paris Saint-Germain: 2017-2018, 2021-2022
- Campionato francese: 1

Paris Saint-Germain: 2020-2021

### Nazionale
- SheBelieves Cup: 1

2017
- Campionato mondiale under 17: 1

2012
- Campionato d'Europa under 19: 1

2016